# Costularia purpurea
Costularia purpurea är en halvgräsart som beskrevs av Henri Chermezon. Costularia purpurea ingår i släktet Costularia, och familjen halvgräs. Inga underarter finns listade i Catalogue of Life.